# Celebration Day (película)
Celebration Day es una película-concierto y un álbum doble en vivo de la banda de rock británica Led Zeppelin. 
Contiene el show grabado el 10 de diciembre de 2007 en el O2 Arena de Londres, durante el Concierto Homenaje a Ahmet Ertegün fundador de Atlantic Records. 

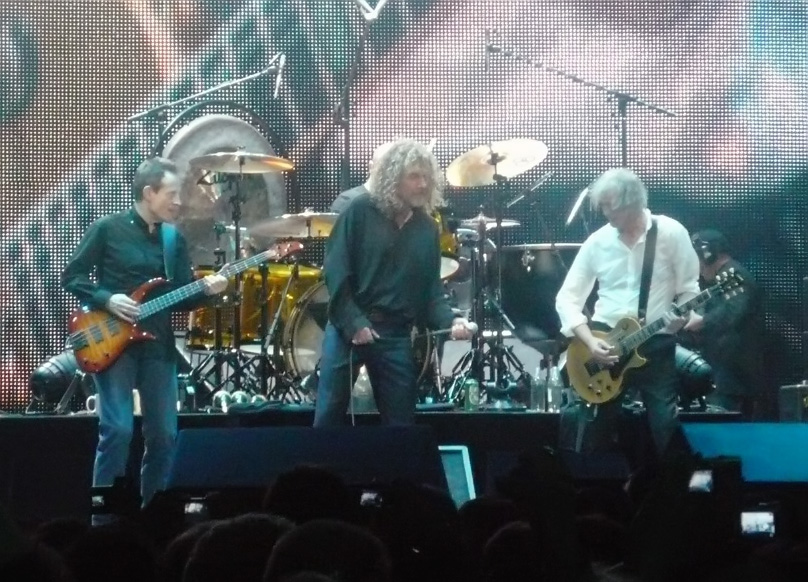
Led Zeppelin en 2007, de izquierda a derecha: John Paul Jones, Robert Plant, y Jimmy Page

## Grabación y promoción
El 10 de diciembre de 2007 tuvo lugar el concierto benéfico en memoria del ejecutivo musical Ahmet Ertegun, fundador de Atlantic Records. 
El plato fuerte del espectáculo fue la reunión de Led Zeppelin para ofrecer un show completo por primera vez en 27 años, en este caso con Jason Bonham, hijo del fallecido John Bonham a la batería.
La banda interpretó dieciséis canciones, incluyendo dos bises, mostrando un amplio espectro de canciones recorriendo su carrera ante 18.000 afortunados fans. Las entradas fueron sorteadas por internet a través de la página web del concierto, y alcanzaron los 20 millones de peticiones en todo el mundo. En el repertorio hubo dos canciones que por primera vez la banda tocó en vivo en su totalidad, "Ramble On" y "For Your Life". Muchas de las canciones fueron tocadas en un tono distinto de lo normal, con el fin de acomodarlas al actual rango vocal del cantante Robert Plant aunque algunas se mantuvieron en su tono original. El concierto estaba programado inicialmente para celebrarse el 26 de noviembre, sin embargo, una inoportuna fractura del dedo meñique de la mano izquierda del guitarrista Jimmy Page tras una caída en su jardín, aplazó la actuación hasta el 10 de diciembre.
La actuación fue grabada por 16 cámaras con la perspectiva de lanzarla en video más adelante. Hubo que esperar finalmente casi cinco años para que llegara el estreno de la película. El 13 de septiembre de 2012, la banda reveló que la película llegaría a los cines el 17 de octubre. 
La película fue estrenada de forma limitada en 1500 cines de 40 países logrando una recaudación superior a los 2 millones de dólares. Posteriormente fue lanzada en formato DVD acompañada de un doble CD de audio. El álbum ganó en enero de 2014 el Premio Grammy al mejor álbum de Rock, mientras que la interpretación del tema "Kashmir" estuvo nominada en la categoría de Mejor Interpretación de Rock. 
En el material extra que acompaña al DVD se incluye un ensayo íntegro del concierto y una filmación de archivo original del reportaje de televisión sobre el concierto que Led Zeppelin ofreció en Tampa en 1973, donde se rompió el récord establecido anteriormente por The Beatles de mayor asistencia de público en un solo concierto en Estados Unidos. 
Algunas de las imágenes de este reportaje se mostraron en la pantalla del O2 Arena justo antes del comienzo del concierto.

## Álbum en vivo

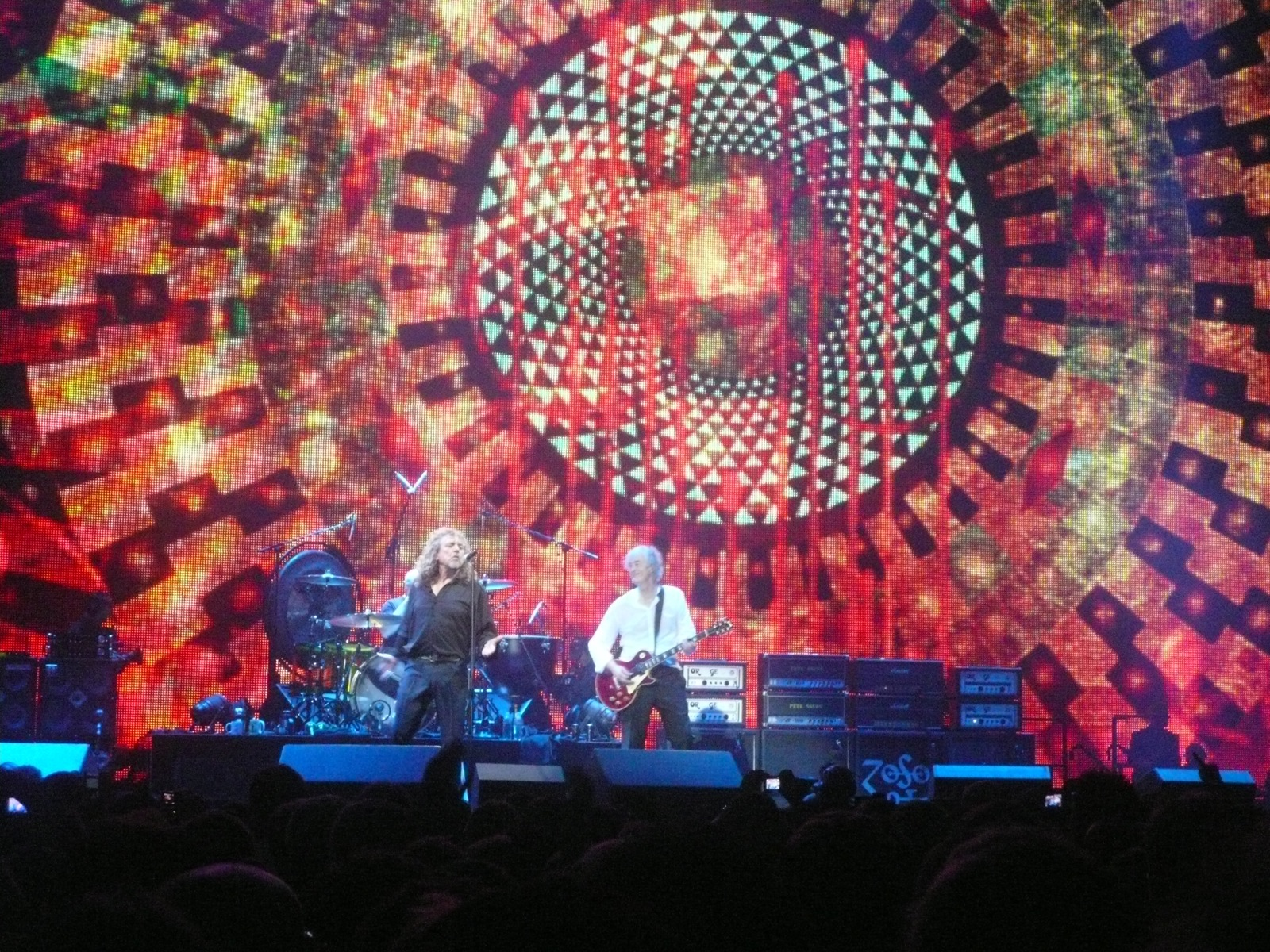
Led Zeppelin durante la reunión de 2007

Lista de canciones doble CD
Disco 1
1. Good Times, Bad Times
2. Ramble On
3. Black Dog
4. In My Time of Dying/Honey Bee
5. For Your Life
6. Trampled Under Foot
7. Nobody's Fault but Mine
8. No Quarter

Disco 2
1. Since I've Been Loving You
2. Dazed and Confused
3. Stairway to Heaven
4. The Song Remains the Same
5. Misty Mountain Hop
6. Kashmir
7. Whole Lotta Love
8. Rock and Roll

## Personal
- Robert Plant – vocalista, armónica en "Nobody's Fault But Mine", pandereta en "In My Time of Dying" y "Stairway to Heaven"
- Jimmy Page – guitarra
- John Paul Jones – bajo, teclados
- Jason Bonham – batería, coros en "Good Times Bad Times" y "Misty Mountain Hop"